# Коденская икона Божией Матери
Коденская икона Божией Матери (пол. Matka Boża Kodeńska) — почитаемый образ Богородицы, находящийся в бывшем городке Кодень на Буге, Польша. Образ выполнен в стиле барокко и является живописным изображением скульптуры Гваделупской Божьей Матери в Эстремадуре, выполненной сестрой Бернадетой, из ордена кармелиток на доске 223 x 128 см.

## История
По легенде, первоначальный образ Богоматери, находящийся ныне в Эстремадуре вырезал из дерева святой евангелист Лука. В первые века христианства её перевезли в Константинополь, где её увидел представитель Папы Римского при императорском дворе, бенедиктинский монах Григорий Аниций. Став впоследствии Папой Григорием I, он перевёз фигуру в Рим. Там статую увидел Леандр Севильский, который упросил Папу отдать статую ему и перевёз её в Испанию, где она находится и поныне. Папа же попросил изготовить для себя копию. Эта икона пребывала в Риме вплоть до XVII века.
Правитель города Кодня, королевский дворянин Николай Пий Сапега по прозвищу «Набожный», в 1629 году начинал строительство каменного костёла на главной площади города. Во время работ в 42 года его разбил паралич. По совету жены, он отправился в Рим, дабы молиться о выздоровлении. Там его принял Папа Урбан VIII, который отслужил мессу в личной часовне. Сапега исцелился, и непременно захотел иметь у себя образ, даровавший ему исцеление. Папа отклонил его просьбу, из-за чего Сапега решился на кражу.
15 сентября 1631 года образ прибыл в Кодень, а разгневанный Папа отлучил Сапегу от Церкви. В 1636 году после покаянного паломничества в Рим анафема была снята, а образ остался в Кодене.
В 1723 году образ был коронован (см. Коронованные иконы).
После Январского восстания Кодень потерял городской статус, костёлы в бывшем городке были упразднены, а образ перевезён в Ченстохову на Ясную Гору, где находился в часовне Сердца Иисусова 52 года. 3 сентября 1927 года образ вернули на старое место, где он ныне и находится.